# Anna Fabri
Anna Fabri, född Ghotan okänt år, död efter 1496, var en svensk boktryckare verksam i Stockholm. Hon var Sveriges första boktryckare av sitt kön, och även en av de första boktryckarna i Sverige utanför kyrkan. Hon var troligen den enda sekulära boktryckaren i Sverige vid sekelskiftet 1500.  
Anna Fabri var troligen syster till boktryckaren Bartholomeus Ghotan från Lübeck, som tillsammans med Johann Snell blev de första boktryckarna i Sverige efter 1483. Hon gifte sig med Johann Fabri, en lärling till Snell som blev boktryckare sedan Snell lämnat landet 1487. Vid makens död 1496 övertog Anna Fabri boktryckeriet i egenskap av änka. Av de verk som trycktes av henne är Breviarium Strengnense, Breviens Upsalea och ett antal magistri impressorie artis kända. 
Den senare i Uppsala verksamma Bartholomeus Fabri, var också boktryckare och son till Johann och Anna Fabri. Bartholomeus Fabri tryckte bland annat Statuta Provincialia och var under åren 1527–1530 chef för det kungliga tryckeriet i Stockholm.